# Jillian Gallays
Jillian „Jil” Alice Gallays (ur. 20 października 1986) – kanadyjska zapaśniczka walcząca w stylu wolnym. Olimpijka z Rio de Janeiro 2016, gdzie zajęła dziewiętnaste miejsce w kategoria 53 kg.
Zdobyła brązowy medal na mistrzostwach świata w 2014. Trzecia na igrzyskach wspólnoty narodów w 2014 i ósma w 2010. Piąta na mistrzostwach panamerykańskich w 2009 i siódma w 2013. Dziesiąta na Uniwersjadzie w 2013, jako zawodniczka University of Saskatchewan w Saskatoon. Czwarta w Pucharze Świata w 2014 i ósma w 2010 roku.